# 罗斯玛丽·卡萨尔斯
罗斯玛丽·卡萨尔斯（英語：Rosemary Casals，1948年9月16日—），美国女子网球运动员。她曾获得温布尔登网球锦标赛女子双打冠军、混合双打冠军、美国网球公开赛女子双打冠军、混合双打冠军。